# Prionotoma gestroi
Prionotoma gestroi är en skalbaggsart som först beskrevs av Auguste Lameere 1903.  Prionotoma gestroi ingår i släktet Prionotoma och familjen långhorningar.
Artens utbredningsområde är Moçambique. Inga underarter finns listade i Catalogue of Life.